# Польский знак отличия за военное достоинство
Польский знак отличия за военное достоинство — награда, о пожаловании которой «в ознаменование отличных заслуг, оказанных Армиею Нашею в продолжение военных действий противу польских мятежников» было объявлено в указе императора Николая I от 31 декабря 1831 года после подавления польского восстания. Де-юре указ был посвящён учреждению медали за взятие Варшавы.

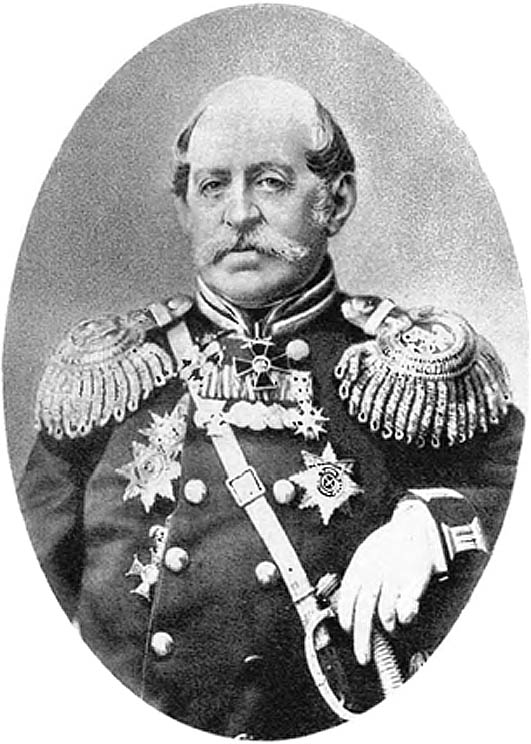
Б. А. Фредерикс с Польским знаком отличия за военное достоинство 2-й степени (нижний знак, частично закрытый левым бортом мундира)

Знак отличия в целом был сходен с польским орденом Virtuti militari, за исключением появившейся надписи «1831» на реверсе под сохранившимся девизом «Rex et patria». В остальном знак отличался от ордена рядом принципиальных особенностей: изменился субъект награждения — им стал российский император; награда получила название Польский знак отличия за военные достоинства, ранее не использовавшееся; статус награды понизился с ордена до знака отличия (в документах Военного ведомства часто именовался как "Знак отличия за военное достоинство"); награда получила новый статут, представленный в пунктах 1—10 вышеназванного указа (остальные два пункта указа, 11-й и 12-й, были посвящены медали за взятие Варшавы). После подавления польского восстания прежний орден Virtuti militari был упразднен, но восстановлен в 1919 году.
Право на награждение знаком отличия имели все военные, участвовавшие в сражениях против мятежников на территории Царства Польского, а также священники и чины медицинского ведомства, «исправлявшие должность свою на поле сражения».
Знак отличия имел 5 степеней. К знаку 1-й степени полагалась звезда, носимая на левой стороне груди. Первые 4 степени знака изготавливались из золота, знак 5-й степени — из серебра. До июня 1835 года было награждено 106,5 тысячи человек (1-я степень — 14, 2-я — 188, 3-я — 1105, 4-я — 5219, 5-я — 100 тысяч).
Награда, в отличие от орденов Белого орла и Святого Станислава, не была включена в наградную систему Российской империи. Даже большой крест — высшая степень этого знака отличия, считался ниже любого из русских орденов. Представления на награждения знаком отличия принимались по 1 января 1843 года. Награждений за другие отличия им не производилось. В 1857 году Польский знак отличия за военное достоинство был приравнен к русским медалям и стал носиться в одном ряду с ними, по времени пожалования.